# Station Saint-Siméon
Station Saint-Siméon is een voormalig spoorwegstation in de Franse gemeente Saint-Siméon. Nadat het station gesloten is zijn er bussen gaan stoppen van Transilien P.